# Cortodera uniformis
Cortodera uniformis là một loài bọ cánh cứng trong họ Cerambycidae.